# Sminthopsis gilberti
Sminthopsis gilberti е вид бозайник от семейство Торбести мишки (Dasyuridae).

## Разпространение
Видът е разпространен в Австралия.